# فاضل زكي محمد
فاضل زكي محمد (1926-1986) مؤرخ وباحث عراقي شغل منصب رئيس قسم العلوم السياسية بجامعة بغداد على مدى 20 عامًا.

## حياته
ولد في الموصل عام 1926، حصل على شهادة الدكتوراه في العلوم السياسية من الولايات المتحدة عام 1956، تدرج في المناصب وعمل في عدة وظائف، عمل في وزارة الاعمار (1956) وكلية الحقوق / جامعة بغداد (1958)، ثم كلية الاداب /جامعة بغداد (1959) وكلية الاقتصاد والعلوم الساسية / جامعة بغداد (1936).

### المناصب التي شغلها:
- مؤسس ورئيس قسم العلوم الساسية 1959
- رئيس قسم العلوم السياسية في كلية الاداب لسنة 1959
- نائب عميد كلية الاداب / جامعة بغداد لنسة 1983
- رئيس قسم العلوم الساسية في كلية الاقتصاد والعلوم الساسية لسنة 1966
- نائب رئيس جامعة بغداد وكالة لشؤون الانسانيات والعلوم الساسية لسنة 1966
- نائب رئيس جامعة بغداد وكالة لشؤون الانسانيات والعلاقات الثقافية لسنة 1968.[1]

## منهجه
كان الدكتور فاضل زكي محمد يضع نصب عينيه جمع الحقائق المتصلة بالموضوع، ويمنح كل جزء منها أهمية كاملة، مراعياً الأمانة المطلقة، مبتعداً عن ميوله الخاصة، وفوق هذا وذات، حرص أستاذنا الدكتور زكي صالح على التأكيد لنا بأن أسلوب عرض المادة مهم وينبغي أن يحظى بالاعتبار، وإذا ما أردنا أن نقف عند عباراته في الكتب التي ألفها نجد أنه كان يعنى بالأسلوب تعبيراً وتكثيفاً وتماسكاً، ومن الصعوبة جداً حذف ليس سطر مما كتب بل قل كلمة واحدة.

## وفاته
توفي في كندا في الثاني عشر من شباط / فبراير سنة ٢٠١٣ .

## كتاب نادر
- كتاب:العراق وبريطانيا حتى عام 1914 أطروحة دكتوراه من جامعة كولومبيا PDF.
- كتاب:مقدمة في دراسة العراق المعاصرPDF.